# Dobrun
Dobrun (en rus: Добрунь) és un poble (un possiólok) de l'óblast de Briansk, a Rússia, que el 2013 tenia 104 habitants, pertany al districte de Sevsk.